# Ivanoe Bonomi
Pour les articles homonymes, voir Bonomi.
Ivanoe Bonomi (né le 18 octobre 1873 à Mantoue, mort le 20 avril 1951 à Rome) est un homme d'État italien.

## Biographie
Né en 1873, après l'achèvement substantiel de l'unification de l'Italie, Ivanoe Bonomi appartient à ce qu'on appelle la deuxième génération d'hommes politiques de la jeune nation italienne, ceux qui n'ont pas participé aux luttes armées du Risorgimento. Dès 1893, il adhère au Parti socialiste des travailleurs, dont il devient l'un des principaux membres. Il obtient un diplôme en sciences naturelles en 1896, puis un diplôme en droit en 1900. Entre-temps, il se consacre à l'enseignement, qu'il abandonne en 1898 pour devenir journaliste socialiste, travaillant pour les journaux socialistes Avanti!, Critica Sociale, Tempo et Azione Socialista. Son activité institutionnelle commence avec son élection au conseil municipal de Mantoue en 1899, puis se poursuit au conseil provincial de Mantoue en 1904-1905, 1907-1910 et 1914-1920.
Bonomi est élu en 1909 comme député dans les rangs socialistes, mais il est exclu du parti lors du congrès de Reggio Emilia en juillet 1912, qui voit le succès du courant révolutionnaire maximaliste, pour son soutien partiel à la guerre en Libye, entreprise par le quatrième gouvernement Giolitti. Bonomi avait déclaré qu'une des solutions possibles à l'émigration des Italiens de ces années-là vers l'Amérique et l'Europe du Nord pouvait être l'occupation de nouveaux territoires pour y diriger les émigrants. En réalité, le point de départ de l'expulsion du parti a été les félicitations de Bonomi, Leonida Bissolati et Angiolo Cabrini à Vittorio Emanuele III pour la tentative d'évasion de justesse du 14 mars 1912. Ainsi, avec Bissolati, Cabrini et d'autres dissidents du Parti socialiste italien, Bonomi décide de fonder le Parti socialiste réformiste italien (PSRI), avec lequel il soutient les gouvernements giolittiens.
Pendant la Première Guerre mondiale (1914-1918), il soutient l'interventionnisme démocratique et se porte même volontaire au front. Après que le PSRI de Leonida Bissolati a voté pour le gouvernement Salandra le 12 décembre 1915, Bonomi devient ministre des travaux publics dans les gouvernements Boselli et Orlando de 1916 à 1919, ministre de la guerre du 14 mars 1920 au 21 mai 1920 (gouvernement Nitti I) et à nouveau du 15 juin 1920 au 2 avril 1921 (gouvernement Giolitti V), ministre du Trésor du 2 avril 1921 au 4 juillet 1921 (gouvernement Giolitti V), président du Conseil des ministres du 4 juillet 1921 au 26 février 1922, ministre de l'Intérieur et ministre des Affaires étrangères par intérim.
En tant que président, il se montré très complaisant envers les formations paramilitaires fascistes, ou du moins ne fait pas preuve de fermeté dans leur dispersion, et observe une attitude répressive envers les formations de défense antifascistes, y compris les Arditi del Popolo. En outre, pendant son gouvernement, il ordonne, le 2 août 1921, la suppression du corps des bersagliers, qui avait subi de lourdes pertes pendant la Première Guerre mondiale. Il soutient ensuite le gouvernement dirigé par Luigi Facta et vote pour le gouvernement Mussolini.
En 1924, il se présente à nouveau comme député, mais est battu par le candidat de la Liste nationale de Mussolini. En novembre 1924, il rejoint l'Union nationale de Giovanni Amendola. Toutefois, avec l'instauration de la dictature fasciste en 1925, il se retire dans la vie privée et se consacre à des études historiques.
En 1942, il sert de lien entre la maison de Savoie et le maréchal Pietro Badoglio. En septembre 1942, il fonde, avec d'autres libéraux, le journal clandestin Ricostruzione, et en juillet 1943, il adhère au Parti libéral (PLI) renouvelé. Après la chute du fascisme et l'invasion des Alliés, il devient président du Comité de libération nationale (CLN) ; il fonde ensuite le Parti démocratique du travail (PDL), d'inspiration démocratique et réformiste ; après la chute du deuxième gouvernement Badoglio, le 9 juin 1944, il est chargé de former un nouveau gouvernement, qui entre en fonction le 18 juin à Salerne. Bonomi obtient le soutien de la DC, du PCI, du PSI, du PLI, du PDL et du PdA. Le gouvernement reste en place jusqu'au 26 novembre suivant, jour où Bonomi démissionne en raison de divergences internes entre les partis de la coalition.

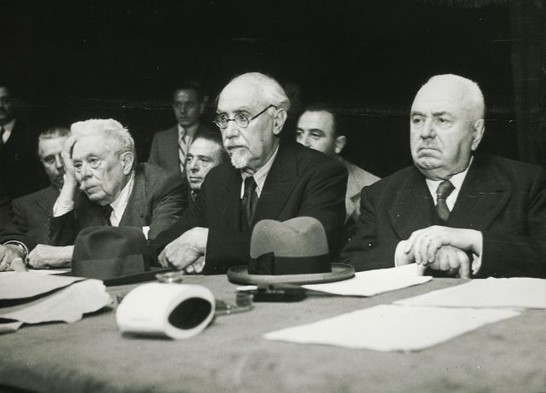
De gauche à droite : Vittorio Emanuele Orlando, Ivanoe Bonomi et Francesco Saverio Nitti pendant les sessions de l'Assemblée constituante en 1946.

En raison du veto des Alliés à la création d'un autre gouvernement, Bonomi est reconduit et forme le 10 décembre son troisième gouvernement, qui dispose du soutien de la DC, du PCI, du PLI et du PDL et qui dure jusqu'au 19 juin 1945, jour où Bonomi démissionne à nouveau, après la libération de l'Italie du Nord, pour ouvrir la voie à la création d'un gouvernement démocratique. Pendant ses gouvernements, il résout avec énergie le problème de l'enrôlement des cinq divisions italiennes pour soutenir les Alliés dans la conquête du Nord. À partir de 1947, il participe aux conférences de paix en tant que délégué italien. Entre-temps, il assume la présidence du PSDI, qu'il conserve jusqu'à sa mort.
Le 8 mai 1948, il est élu premier président du Sénat de la République, fonction qu'il occupe jusqu'à sa mort dans l'appartement présidentiel du palais Giustiniani à Rome, le 20 avril 1951, à l'âge de soixante-dix-sept ans. Les funérailles ont eu lieu dans le rite catholique à la basilique romaine Sainte-Marie-des-Anges, bien que Bonomi n'ait pas été chrétien pratiquant. Il est enterré au cimetière de Volta Mantovana.

## Distinctions
- Chevalier de l'ordre suprême de la Très Sainte Annonciade - 1920
- Chevalier grand-croix de l'ordre des Saints-Maurice-et-Lazare - 1920
- Chevalier grand-croix de l'ordre de la Couronne d'Italie - 1920

## Œuvres
- (it) Sulla azione del partito nelle amministrazioni locali, Modène, Tipografia degli operai, 1900.
- (it) L'azione politica del Partito Socialista e i suoi rapporti con l'azione parlamentare, Imola, Cooperativa Tipografica Editrice, 1902.
- (it) Ordine del giorno sull'azione politica parlamentare, Imola, Cooperativa Tipografica Editrice, 1902.
- (it) La finanza locale e i suoi problemi, Milan, Sandron, 1903.
- (it) Questioni urgenti. Il movimento di resistenza dei contadini, gli scioperi agrarii e il loro avvenire, i lavoratori dei servizi pubblici, Gênes, Libreria Moderna, 1903.
- (it) La riforma tributaria, Imola, Coop. Tipografica Editrice P. Galeati, 1904.
- (it) Le vie nuove del socialismo, Milan, Sandron, 1907.
- (it) Agli operai organizzati. Considerazioni sulla cassa mutua cooperativa italiana per le pensioni di Torino, Modène, Cooperativa Tipografica, 1908.
- (it) Azione dei socialisti nei comuni. Conclusioni del relatore Ivanoe Bonomi, Rome, Tip. Popolare, 1908.
- (it) La riforma tributaria, Roma, Coop. Tipografica Avanti, 1910.
- (it) Le entrate e le spese dei comuni e delle provincie, Milan, Federazione Italiana delle Biblioteche Popolari, 1914.
- (it) La politica italiana da Porta Pia a Vittorio Veneto (1870-1918), Einaudi, 1944, XII-438 p.
- (it) Diario di un anno (2 giugno 1943 - 10 giugno 1944), Milan, Garzanti, 1947.
- (it) La politica italiana dopo Vittorio Veneto, 1953, Turin, Saggi n.166, Editions Einaudi

## Source
- (it) Cet article est partiellement ou en totalité issu de l’article de Wikipédia en italien intitulé « Ivanoe Bonomi » (voir la liste des auteurs).